# منجم سيدي شنان
منجم سيدي شنان (بالفرنسية: La mine de Sidi Chennane) هو منجم مفتوح للهواء الطلق للفوسفات يقع في جنوب منطقة خريبگة في جهة الشاوية ورديغة في المغرب. يديرها المكتب الشريف للفوسفات.
في 20 مايو 2017، عُثر على بقايا ديناصور من فصيلة سميت شناناصوروس بربريكوس Chenanisaurus barbaricus (مشتق من شنان وبربر) وهي تصنف في عائلة سيراتوصوريات الكبيرة.